# Vader (Washington)
Vader és una població dels Estats Units a l'estat de Washington. Segons el cens del 2000 tenia 590 habitants.

## Demografia
Segons el cens del 2000, Vader tenia 590 habitants, 208 habitatges, i 151 famílies. La densitat de població era de 253,1 habitants per km².
Dels 208 habitatges en un 38,5% hi vivien nens de menys de 18 anys, en un 55,3% hi vivien parelles casades, en un 10,6% dones solteres, i en un 27,4% no eren unitats familiars. En el 23,6% dels habitatges hi vivien persones soles el 9,1% de les quals corresponia a persones de 65 anys o més que vivien soles. El nombre mitjà de persones vivint en cada habitatge era de 2,84 i el nombre mitjà de persones que vivien en cada família era de 3,36.
Per edats la població es repartia de la següent manera: un 32,9% tenia menys de 18 anys, un 5,9% entre 18 i 24, un 26,8% entre 25 i 44, un 22,2% de 45 a 60 i un 12,2% 65 anys o més.
L'edat mediana era de 36 anys. Per cada 100 dones de 18 o més anys hi havia 99 homes.
La renda mediana per habitatge era de 30.750 $ i la renda mediana per família de 32.188 $. Els homes tenien una renda mediana de 35.139 $ mentre que les dones 16.875 $. La renda per capita de la població era de 15.481 $. Aproximadament el 21,9% de les famílies i el 23,7% de la població estaven per davall del llindar de pobresa.

## Poblacions més properes
El següent diagrama mostra les poblacions més properes.